# 타이베이 난먼 국민중학교
타이베이 난먼 국민중학교(臺北市立南門國民中學)는 중화민국 타이베이의 공립 중학교이다.

## 학교 연혁
- 1898년 청나라 타이완 성 타이베이에서 타이베이 난먼 중학당(臺北南門中學堂)으로 첫 개교.
- 1912년 청나라 멸국 직후 중화민국 국민정부가 성립되면서 학교 교명 자체를 타이베이 난먼 중학당(臺北建國中學堂)에서 타이베이 난먼 국민공립고급중학교(臺北市立南門國民公立高級中學校)로 교명 개칭.
- 1919년 타이베이 난먼 국민중학교(臺北市立南門國民中學校)로 교명 재개칭되어 현재에 이름.